# ジャフナ要塞
ジャフナ要塞（英語: Jaffna Fort）は、スリランカの北部州ジャフナにある要塞。

## 歴史
ポルトガル統治時代には方形の要塞であったが1658年にはオランダから包囲攻撃を受けた。
1680年にオランダ（ネーデルラント連邦共和国）によって建てられた55ヘクタールほどの要塞で、上空から見ると星型をしている。外壁の要塞部分の門が完成したのは1792年。1975年にイギリスに占領されたが、要塞は無傷で明け渡された。
スリランカ内戦では大きな被害を受け、内部の教会などが破壊された。内戦終結後の2009年からオランダ政府の支援を受けて修復作業が始められ、2013年12月には外壁の修復工事が終了した。

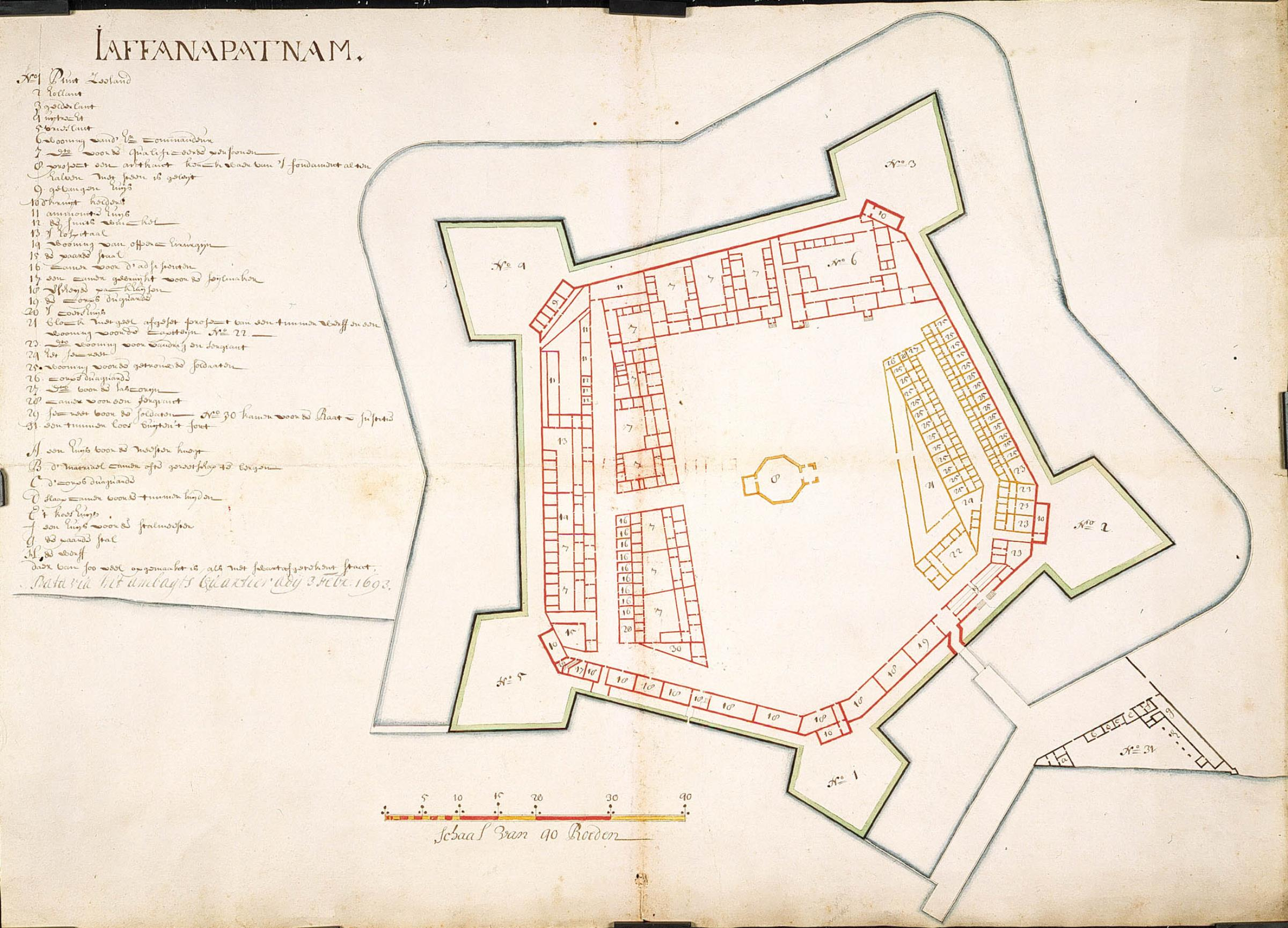
1693年の平面図
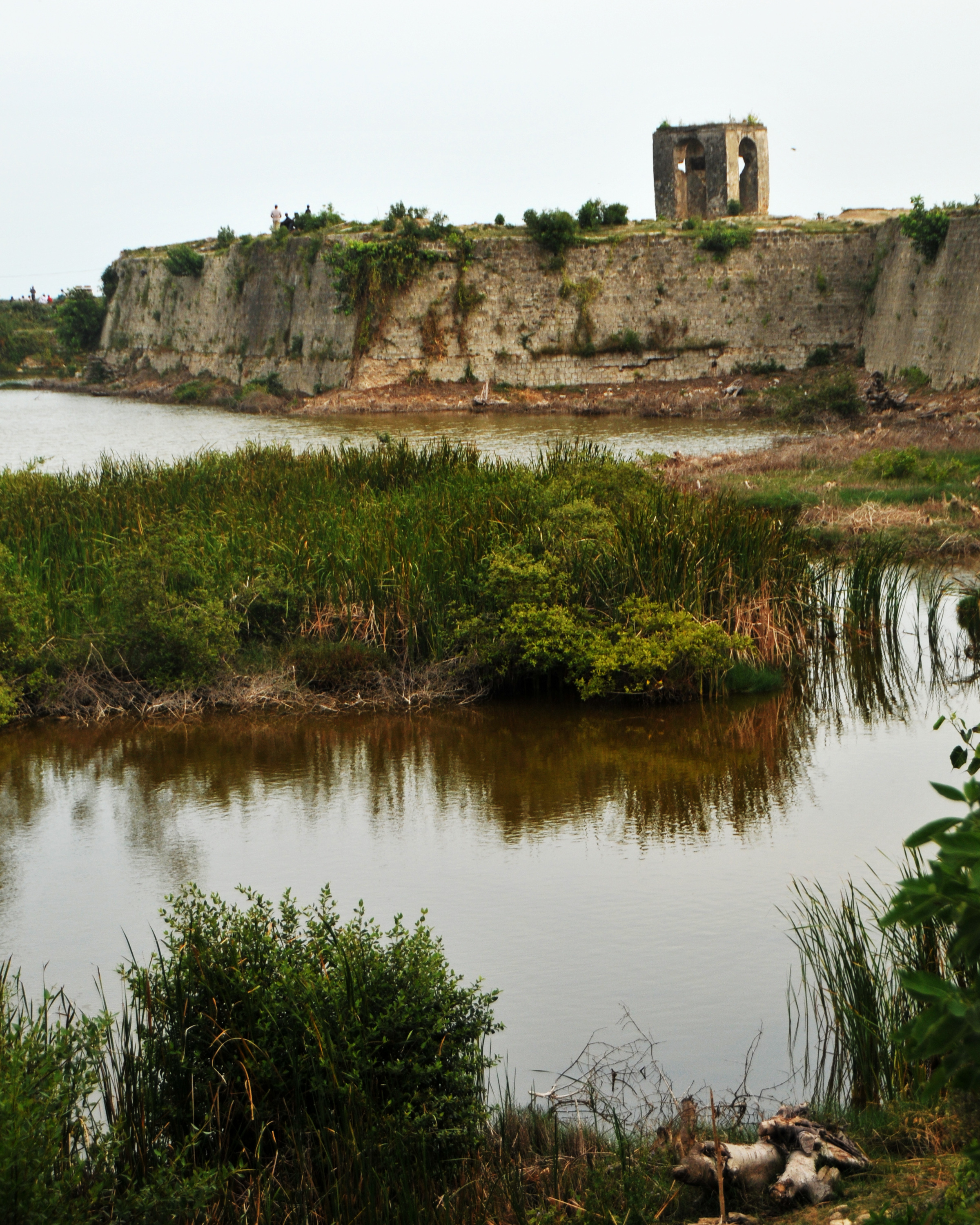
ジャフナ要塞